# Dominik Volf
Dominik Volf (* 3. August 1999) ist ein österreichischer Fußballspieler.

## Karriere
Volf begann seine Karriere beim SV Bad Pirawarth. 2013 wechselte er in die Jugend des SV Horn. Im Mai 2015 spielte er erstmals für die Zweitmannschaft von Horn in der sechstklassigen Gebietsliga.
Zur Saison 2017/18 rückte er in den Kader der ersten Mannschaft der Horner. Sein Debüt für diese in der Regionalliga gab er im August 2017, als er am ersten Spieltag jener Saison gegen den FC Stadlau in der 75. Minute für Dominik Kirschner eingewechselt wurde. Zu Saisonende stieg er mit Horn in die 2. Liga auf. In der Aufstiegssaison kam er zu sieben Einsätzen in der Regionalliga.
Im September 2018 debütierte er in der zweithöchsten Spielklasse, als er am neunten Spieltag der Saison 2018/19 gegen den FC Juniors OÖ in der 79. Minute für Sally Preininger ins Spiel gebracht wurde.
Im Jänner 2019 wechselte er zum sechstklassigen ASV Hohenau.